# Marc'Antonio Zondadari
Marc'Antonio Zondadari (Siena, 26 november 1658 - Malta, 16 juni 1722) was een grootmeester van de Orde van Malta en neef van paus Alexander VII. Hij werd verkozen in 1720, na de dood van Ramón Perellós y Roccaful. Zijn regering als grootmeester duurde maar tot 1722. Hij was geliefd bij de Maltese bevolking. Tijdens zijn bewind werden de Carnavaltradities verstrengd met het instellen van de Kukkanja. 
Zijn lichaam ligt begraven in een monument in de Sint-Janscokathedraal, dat gemaakt is door Massilimiano Soldani Benzi. Zijn hart ligt in zijn geliefde Siena begraven, tot ontsteltenis van de Maltese bevolking.